# 1965 في الصين
فيما يلي قوائم الأحداث التي وقعت خلال عام 1965 في الصين.

## أحداث
- 1 مايو – معركة دونغ ين

## مواليد

### مايو
- 5 مايو – فيى جون لونغ

### يونيو
- 21 يونيو – يانغ لي وي

### يوليو
- 10 يوليو – ايمي يي

### أكتوبر
- 26 أكتوبر – أرون قو

### ديسمبر
- 31 ديسمبر – غونغ لي

## وفيات

### أبريل
- 29 أبريل – محمد أمين بوغرا (مواليد 1901) سياسي صيني.